# クーパー・T20
クーパー・T20 (Cooper T20) は、クーパーによって開発されたレーシングカー。1952年から1953年にかけてフォーミュラ1およびフォーミュラ2で使用された。

## 歴史
クーパー・T20は1952年から1953年にかけて8戦に出場した。デビュー戦は1952年スイスグランプリで、エキュリー・リッチモンドからエリック・ブランドン（予選17位、決勝8位）とアラン・ブラウン（予選15位、決勝5位）の2台が出走した。
最終戦となったのは1953年イギリスグランプリで、エキュリー・エコッセがジミー・スチュワートを起用、もう一台はプライベーターのトニー・クルックで、スチュワートは予選15位、決勝はスピンしてリタイアとなり、クルックも予選25位、決勝は燃料システムトラブルでリタイアとなった。
マイク・ホーソーンは1952年イギリスグランプリで3位に入賞したが、これがT20による唯一の表彰台であった。予選最高位は同じくホーソーンによる1952年オランダグランプリでの3番グリッドである。

## F1における全成績
(key) （太字はポールポジション、斜体はファステストラップ）
| 年     | エンジン             | チーム                     | ドライバー                       | 1   | 2   | 3   | 4   | 5   | 6   | 7   | 8   | 9   |
| ------ | -------------------- | -------------------------- | -------------------------------- | --- | --- | --- | --- | --- | --- | --- | --- | --- |
| 1952年 | ブリストル 直列6気筒 |                            |                                  | SUI | 500 | BEL | FRA | GBR | FRG | NED | ITA |     |
| 1952年 | ブリストル 直列6気筒 | エキュリー・リッチモンド   | エリック・ブランドン             | 8   |     | 9   |     | 20  |     |     | 13  |     |
| 1952年 | ブリストル 直列6気筒 | エキュリー・リッチモンド   | アラン・ブラウン                 | 5   |     | 6   |     | 22  |     |     | 15  |     |
| 1952年 | ブリストル 直列6気筒 | レスリー・ホーソーン       | マイク・ホーソーン               |     |     | 4   |     | 3   |     | 4   | Ret |     |
| 1952年 | ブリストル 直列6気筒 | アーチー・ブライド         | マイク・ホーソーン               |     |     |     | Ret |     |     |     |     |     |
| 1952年 | ブリストル 直列6気筒 | アーチー・ブライド         | レグ・パーネル                   |     |     |     |     | 7   |     |     |     |     |
| 1952年 | ブリストル 直列6気筒 | エキュリー・エコッセ       | デヴィッド・マレー               |     |     |     |     | Ret |     |     |     |     |
| 1952年 | ブリストル 直列6気筒 | スクーデリア・フラネラ     | ケン・ウォートン                 |     |     |     |     |     |     |     | 9   |     |
| 1953年 | ブリストル 直列6気筒 |                            |                                  | ARG | 500 | NED | BEL | FRA | GBR | GER | SUI | ITA |
| 1953年 | ブリストル 直列6気筒 | クーパー・カー・カンパニー | アラン・ブラウン                 | 9   |     |     |     |     |     |     |     |     |
| 1953年 | ブリストル 直列6気筒 | クーパー・カー・カンパニー | アドルフォ・シュウェルム・クルス | Ret |     |     |     |     |     |     |     |     |
| 1953年 | ブリストル 直列6気筒 | エキュリー・エコッセ       | ジミー・スチュワート             |     |     |     |     |     | Ret |     |     |     |
| 1953年 | ブリストル 直列6気筒 | トニー・クルック           | トニー・クルック                 |     |     |     |     |     | Ret |     |     |     |